# Septo intermuscular posterior de la pierna
En anatomía, el septo intermuscular posterior de la pierna, o septo intermuscular crural posterior, es una banda de fascia que separa el compartimento lateral de la pierna.
La fascia profunda de la pierna se extiende desde su superficie profunda, en el lado lateral de la pierna, creando dos septos intermusculares resistentes denominados septos peroneos anterior y posterior, que envuelven al músculo peroneo largo y corto, y los separan de los músculos de la región crural anterior y posterior, y de varios procesos más delgados que envuelven los músculos de cada región individualmente.